# عملية جونو
كانت عملية جونو عبارة عن غارة ألمانية على البحر النرويجي خلال الحملة النرويجية، بهدف مساعدة الجيش الألماني على طرد الحلفاء من شمال النرويج واستعادة نارفيك. كانت أبرز معركة في هذه العملية هي غرق السفينتين الحربيتين الألمانيتين شارنهورست وغنايزناو لحاملة الطائرات البريطانية HMS Glorious والمدمرتين المرافقتين لها. كما غرقت عدة سفن تابعة للحلفاء في معارك أخرى.

## خلفية
قادت البحرية الألمانية (Kriegsmarine) غزو النرويج في عملية Weserübung وخسرت العديد من السفن. كان الأدميرال هيبر في حوض جاف بعد أن صدمته المدمرة البريطانية HMS Glowworm في 8 أبريل. كانت البوارج Scharnhorst و Gneisenau في حوض جاف بسبب الأضرار التي لحقت بهما من العاصفة والمعركة بعد مواجهتهما مع HMS Renown في معركة لوفوتن في 9 أبريل. من بين الطرادتين الثقيلتين من فئة Deutschland، تعرضت Lützow لقذيفة طوربيد وستكون خارج الخدمة لعدة أشهر، بينما لا تزال Admiral Scheer قيد الإصلاح. Blücher؛ إحدى الطرادتين الثقيلتين من فئة Admiral Hipper، غرقت في 9 أبريل على يد النرويجيين خلال الهجوم على أوسلو.[1]
ببعد الغزو الألماني للنرويج في 9 أبريل 1940، بدأ الفرنسيون والبريطانيون حملة نامسوس في وسط النرويج والإنزال في هارستاد في شمال النرويج. في نهاية مايو، قام الحلفاء بإخلاء وسط النرويج ولكنهم استولوا على مدينة نارفيك المهمة في شمال النرويج. تراجعت القوات الألمانية بقيادة الجنرال إدوارد ديتل إلى الجبال المحيطة بنارفيك، وأمر قائد البحرية الألمانية، الأدميرال إريك رايدر، البحرية الألمانية بمساعدة الجيش في شمال النرويج. 
لم تكن هناك سفن حربية كبيرة متاحة لمواجهة عمليات الإنزال التي قامت بها قوات الحلفاء، ولكن في نهاية شهر مايو، تم تشكيل مجموعة قتالية تضم البوارج شارنهورست وغنايزناو اللتين أكملتا إصلاحاتهما، والطراد الثقيل أدميرال هيبر والمدمرات Z20 كارل غالستر و Z10 هانز لودي و Z15 إريك شتاينبرينك و Z7 هيرمان شومان. وُضعت القوة تحت قيادة الأدميرال فيلهلم مارشال الذي تلقى أوامر بمساعدة ديتل من خلال مهاجمة الحلفاء في قاعدتهم البحرية في هارستاد ودعم القوات الألمانية التي تتقدم براً إلى نارفيك. ولتحقيق استمرارية العمليات، كان من المقرر أن تعمل القوات الألمانية من تروندهايم، حيث أقيمت قاعدة بحرية.

## العملية
غادرت السفن كيل في 4 يونيو وأبحرت بسرعة عالية دون أن يتم رصدها عبر مضيق سكاجيراك، على طول الساحل النرويجي وصولاً إلى القطب الشمالي. خلال ليلة 6 يونيو، تزودت مدمرتان بالوقود من البوارج، وفي 7 يونيو، تزودت الأدميرال هيبر والمدمرتان الأخريان بالوقود من ناقلة التزويد بالوقود ديثمارشن بالقرب من جزيرة يان ماين.   في مساء 7 يونيو، عقد مارشال مؤتمراً على متن غنايزناو لتنظيم الهجوم على هارستاد. أبلغت الاستطلاعات الجوية عن وجود قوافل وحاملتي طائرات تتجهان غربًا، ولكن لم تتوفر أي معلومات عن هارستاد. اشتبه مارشال في أن الحلفاء كانوا يقومون بإجلاء النرويج، وقرر التخلي عن الهجوم على هارستاد وتدمير القوافل. في الساعة 05:00 من صباح يوم 8 يونيو، شكلت السفن الألمانية خطًا متوازيًا بحثًا عن القوافل.  
في الساعة 06:45، رصد الأدميرال هيبر ناقلة نفط ومركب صيد يرافقها. أغرقت الطراد الألماني المركب المرافق HMT Juniper بأسلحته الثانوية وأنقذ أحد الناجين. اقترب مارشال، على متن السفينة Gneisenau، من مكان الحادث وقصفت السفينة Gneisenau ناقلة النفط Oil Pioneer (5,666 GRT) التي اشتعلت فيها النيران. غرقت الناقلة بواسطة طوربيد من Hermann Schoemann، وأنقذت المدمرة أحد عشر ناجياً، لكن عشرين من أفراد الطاقم لقوا حتفهم. بعد هذه المعركة، استأنفت السفن الألمانية موقعها في خط الدورية، بحثاً عن القافلة. في الساعة 08:45، أطلق كل من الأدميرال هيبر وشارنهورست طائرة استطلاع عائمة من طراز Arado Ar 196. عثرت الطائرة على سفينتين ولكن لم تعثر على القافلة.   كانت السفينة الأولى هي سفينة نقل الجنود الفارغة Orama (19,840 GRT) التي أغرقتها Admiral Hipper و Hans Lody في الساعة 12:10، مما أسفر عن مقتل تسعة عشر من أفراد الطاقم وأسر 280 رجلاً.   كانت السفينة الثانية هي سفينة المستشفى أتلانتيس التي امتنعت عن الإبلاغ عن الهجوم واحترم الألمان حصانتها. ققرر مارشال التخلي عن البحث عن القافلة وأمر الأدميرال هيبر والمدمرات بالتوجه إلى تروندهايم، للامتثال للجزء الثاني من أوامره العملياتية، لدعم القوات الألمانية في تروندهايم. بقيت البوارج في القطب الشمالي وتوجهت شمالًا للتزود بالوقود من ديثمارشن. . 
أراد مارشال أن يعمل مع السفينتين الحربيّتين ضد السفن التي أبلغ عنها قسم B-Dienst على متن سفينته، والتي كانت قد اعترضت إشارات من حاملة الطائرات HMS Ark Royal و HMS Glorious والطراد الثقيل HMS Southampton .  كان الطقس ممتازًا مع رؤية غير محدودة، وفي الساعة 16:45 أبلغ مراقب على أعلى منصة في Scharnhorst عن وجود سحابة خافتة، وعند التحقيق باستخدام جهاز تحديد المدى البصري، لوحظت قمة صاري على مسافة 46 كم. بدأت السفن الحربية الألمانية المطاردة على الفور، وفي الساعة 17:13، تعرف الألمان على حاملة طائرات، اعتقدوا في البداية أنها Ark Royal، ومدمرتين مرافقتين لها، هما HMS Acasta و Ardent.   

### غرق السفينة الحربيةاتش ام اس غلوريوس

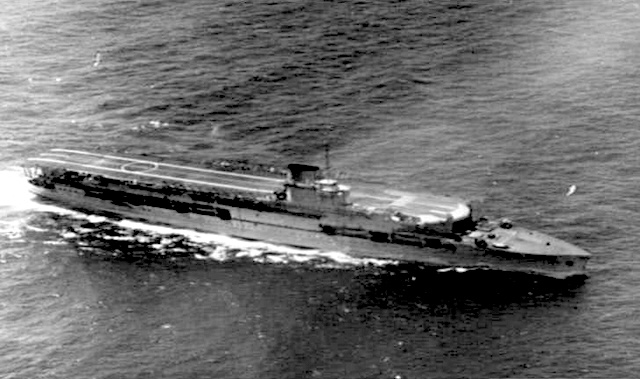
صورة لسفينة إتش إم إس جلوريوس في البحر عام 1936

في ليلة 7/8 يونيو، حملت حاملة الطائرات غلوريوس (القائد غاي دويلي-هيوز) على متنها عشر طائرات مقاتلة من طراز غلادياتور تابعة للسرب 263 من سلاح الجو الملكي البريطاني (RAF) وثماني طائرات مقاتلة من طراز هوريكان تابعة للسرب 46 من سلاح الجو الملكي البريطاني (RAF)، في أول هبوط لطائرات حديثة بدون خطافات تثبيت على حاملة طائرات. كانت هذه المقاتلات قد أقلعت من قواعد برية لمنع تدميرها أثناء عملية الإجلاء. كانت غلوريوس جزءًا من قافلة قوات متجهة إلى سكابا فلو، تضم أيضًا حاملة الطائرات أرك رويال. في الساعات الأولى من يوم 8 يونيو، طلب قائد غلوريوس الإذن بالمضي قدماً بشكل مستقل مع المدمرة المرافقة أكاستا وأردنت، بسرعة أكبر لأن دويلي-هيوز كان متلهفاً لعقد محكمة عسكرية لقائده، الطيار ج. ب. هيث واللفتنانت كوماندر إيفلين سليسور. 
لاحظ بيث أن السفينة جلوريوس كانت في حالة استعداد منخفضة. لم يكن مرصد العش مأهولًا، مما ترك مهمة المراقبة للمدمرات ذات زوايا المراقبة الأقل بكثير. لم يكن سوى 12 من أصل 18 غلاية قيد الاستخدام، لذا لم تتمكن من الوصول بسرعة إلى سرعتها القصوى [من 17 عقدة (31 كم/ساعة؛ 20 ميل/ساعة) إلى 30 عقدة (56 كم/ساعة؛ 35 ميل/ساعة)].  حملت غلوريوس سبعة طائرات من طراز هوريكان وعشرة طائرات من طراز غلادياتور تابعة لسلاح الجو الملكي البريطاني إلى جانب ست طائرات من طراز سوردفيش تابعة للسرب الجوي البحري 823 وطائرات من طراز سي غلادياتور تابعة للسرب الجوي البحري 802.[23] كانت طائرة من طراز سوردفيش وثلاث طائرات من طراز سي غلادياتور على أهبة الاستعداد تحت سطح السفينة، لكن القائد السابق كان دائمًا يحتفظ ببعض الطائرات في الجو. فشل دويلي-هيوز في إطلاق طائرات للقيام بدورية جوية قتالية حول مجموعة حاملات الطائرات، وذلك حسبما ورد لإعطاء طواقم الطائرات قسطًا من الراحة. 

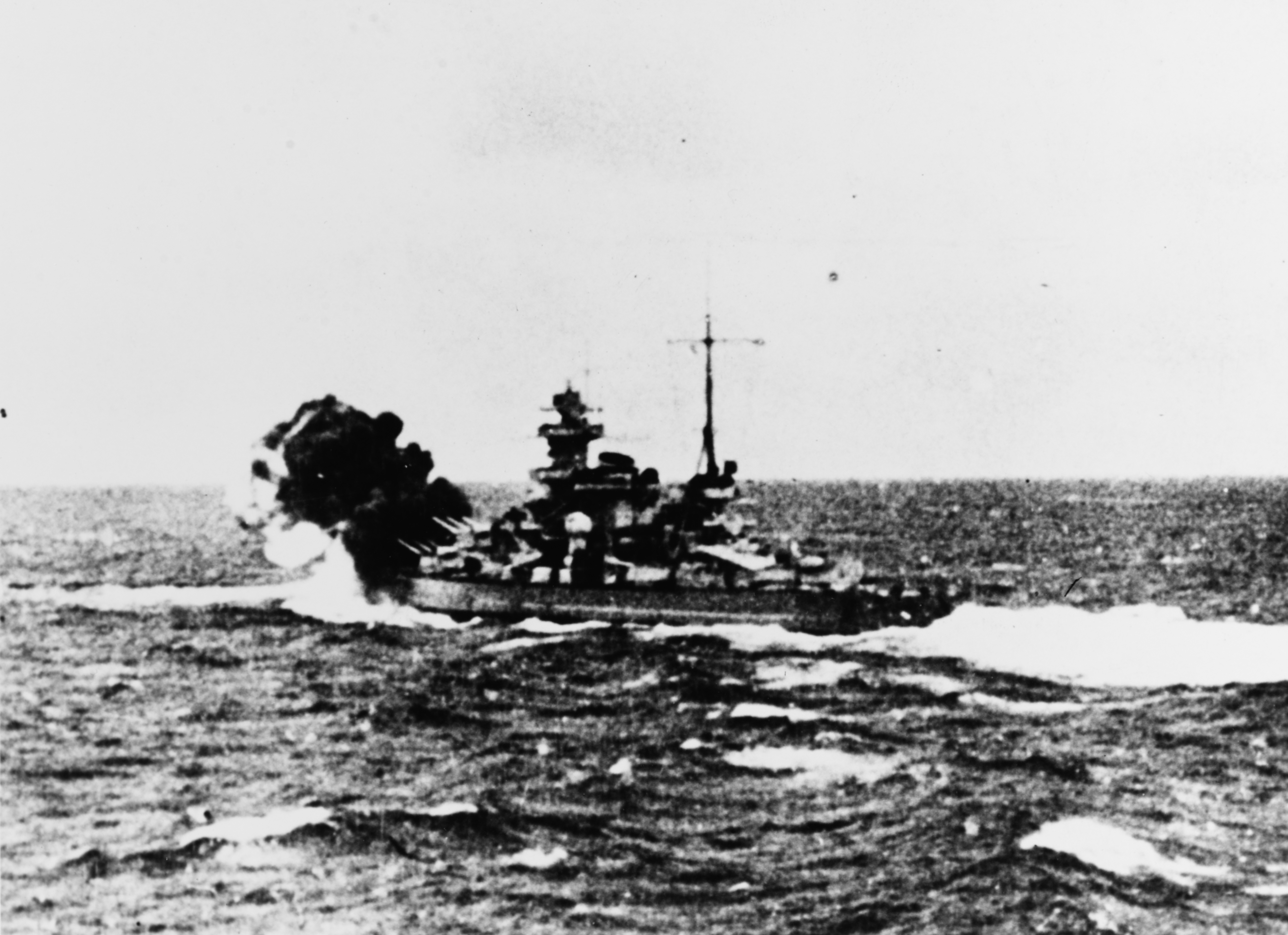
شارنهورست تطلق مدافعها الأمامية عيار 283 ملم أثناء الاشتباك مع جلوريوس ومرافقيها

أثناء إبحارها في البحر النرويجي في 8 يونيو، تم اعتراض حاملة الطائرات أكاستا وأردنت من قبل البوارج الألمانية شارنهورست وغنايزناو قبالة النرويج عند حوالي 69° شمالاً و00° شرقاً. غرقت حاملة الطائرات ومرافقيها في غضون ساعتين، على بعد حوالي 170 ميل بحري (310 كم؛ 200 ميل) غرب هارستاد. نظرًا لأن Scharnhorst استدارت نحو Glorious فور رؤيتها، دون انتظار تعليمات صريحة من Marschall على متن Gneisenau، كانت Scharnhorst متقدمة بفارق كبير على Gneisenau وفتحت النار أولاً في الساعة 17:32 بوابل من نيران أبراجها الأمامية على مسافة 26 كم (14 ميل بحري؛ 16 ميل). [ج] بعد 52 ثانية، سقطت الطلقة قصيرة المدى، ثم أطلقت شارنهورست ثلاث طلقات بمدى متفاوت من برج واحد لكل منها. بعد أن وجدت المدى المناسب مع الطلقة الثانية، بدأ إطلاق النار المباشر مع الطلقة الرابعة. سجلت شارنهورست أول إصابة في الساعة 17:38 على مدى أقصى يبلغ 24000 متر (26000 ياردة)، قبل أن تتمكن غلوريوس من إطلاق قاذفات الطوربيدات. في الساعة 17:46، فتحت غنايزناو النار بمدافعها الرئيسية على غلوريوس.  بدأت المدمرات في إحداث دخان لحماية غلوريوس، وكان ذلك فعالًا في البداية، لكنه تلاشى حوالي الساعة 18:20، مما كشف غلوريوس مرة أخرى.
حاولت السفينتان أردنت وأكاستا مرارًا إطلاق طوربيدات على السفن الألمانية. في حوالي الساعة 18:39، أصيبت السفينة شارنهورست بواحد من أربعة طوربيدات أطلقتها السفينة أكاستا؛ مما أسفر عن مقتل خمسين بحارًا، وغرق 2500 طن طويل (2500 طن) من المياه في السفينة وتعطل برجها الخلفي. غرقت السفينة أردنت في حوالي الساعة 18:20، بعد أن شنت سبع هجمات بالطوربيدات. الموقع التقريبي للغرق بناءً على آخر إرسال من غلوريوس هو 69°0′N 04°0′E / 69.000°N 4.000°E.أمر مارشال،من على متن غنايزناو، شارنهورست بالتوقف عن إهدار الذخيرة على غلوريوس. كانت غنايزناو أقرب إلى غلوريوس بمسافة 4,374 ياردة (2.160 ميل بحري؛ 2.485 ميل؛ 4.000 كم) من شارنهورست.

## التأثيرات
توجهت السفينة جينيسيناو والسفينة شارنهورست المتضررة إلى تروندهايم لإجراء الإصلاحات، حيث انضمتا إلى الأدميرال هيبر والمدمرات الأربع. في الفترة ما بين 10 و12 يونيو، قام مارشال بمناورة جوية مع جينيسيناو والأدميرال هيبر والمدمرات الأربع؛ وبسبب نقص الاستطلاع الجوي ووجود الأسطول البريطاني، عاد إلى تروندهايم.  في 13 يونيو، هاجمت 15 قاذفة من طراز سكوا التابعة للأسطول الجوي من آرك رويال شارنهورست في الميناء. أصابتها قنبلة فاشلة مما أدى إلى خسارة ثمانية طائرات سكوا.  عد إجراء إصلاحات طارئة في تروندهايم للأضرار الناجمة عن الطوربيد، غادر شارنهورست إلى ألمانيا برفقة المدمرات الأربع، ووصل إلى كيل في 23 يونيو للدخول إلى الحوض الجاف. لتغطية انسحاب شارنهورست، قام مارشال برحلة بحرية مع جينيسيناو والأدميرال هيبر من تروندهايم في 20 يونيو، لكن جينيسيناو تعرضت لطوربيد وتضررت في مقدمتها بواسطة الغواصة البريطانية إتش إم إس كلايد.  ظلت شارنهورست وجنيزيناو تحت الإصلاح حتى نهاية عام 1940.  وعلى الرغم من النجاح الظاهري للعملية، فقد تعرض مارشال لانتقادات شديدة من جانب رايدر لعدم التزامه حرفيا بأوامره العملياتية وعدم مهاجمة هارستاد. تم طرد مارشال، الذي اعتقد أنه حصل على درجة معينة من الحرية العملياتية وكان يعتقد اعتقادًا راسخًا أن القائد في البحر يجب أن يتمتع ببعضها، وتم استبداله كقائد للأسطول بالأدميرال غونتر لوتجينز . 

### الخسائر
وبسبب موقعها المكشوف، لم تتمكن السفن الألمانية من التوقف لإنقاذ الناجين من أي من السفن. قُتل ثلاثة وثلاثون ضابطًا وفُقد اثنان وأربعون آخرون في غلوريوس ، وقُتل اثنان وسبعون من الجنود أو ماتوا متأثرين بجراحهم، وفُقد 865 آخرون. قُتل تسعة عشر من مشاة البحرية الملكية البريطانية وفُقد ثمانون آخرون؛ كما قُتل جندي مالطي وفُقد ثلاثون آخرون إلى جانب ستة من أفراد طاقم NAAFI . قُتل خمسة من أفراد سلاح الجو الملكي البريطاني وفُقد ستة وثلاثون آخرون، كما قُتل أو فُقد ثمانية عشر طيارًا من سلاح الجو الملكي البريطاني من السرب 46 والسرب 263؛ وكان العدد الإجمالي للرجال الذين قُتلوا أو فُقدوا في معركة غلوريوس 1207. عانت أكاستا من مقتل ضابطين وفقد ستة آخرين، ومقتل أو وفاة اثني عشر جنديًا متأثرين بجراحهم وفقد 139 جنديًا وفقد موظف واحد في NAAFI، بإجمالي 160 قتيلًا أو مفقودًا. وفي أردنت، كان هناك عشرة ضباط في عداد المفقودين ويفترض أنهم قتلوا، كما قُتل أو توفي اثنان من الضباط متأثرين بجراحهم، وكان هناك 139 ضابطًا وموظف واحد من NAAFI في عداد المفقودين، بإجمالي 152 قتيلًا أو مفقودًا. بلغت الخسائر في جميع السفن الثلاث 1519 قتيلاً أو مفقودًا.  كان هناك 45 ناجيًا، وتم إنقاذ الناجي من أكاستا بواسطة السفينة التجارية النرويجية بورجوند، والتي أنقذت أيضًا 38 رجلاً من أحد قوارب النجاة التابعة لسفينة جلوريوس . تم إنزال الرجال الذين أنقذهم بورغوند على الشاطئ في تورشافن في جزر فارو في 14 يونيو. نقلت السفينة البخارية سفالبارد الثانية أربعة ناجين ورجل واحد توفي متأثراً بجراحه إلى النرويج، ومن ثم إلى معسكرات السجن في ألمانيا. 

## قراءة إضافية
- Derry، T. K. (2004) [1952]. Butler، J. R. M. (المحرر). The Campaign in Norway. History of the Second World War, Military Series (ط. Facs. repr. Naval & Military Press, Uckfield). London: HMSO. ISBN:978-1-84574-057-3. مؤرشف من الأصل (online scan) في 2024-06-14 – عبر Hyperwar Foundation.
- Haarr، Geirr (2013). The Gathering Storm: The Naval War in Northern Europe September 1939 – April 1940. Barnsley: Seaforth (Pen & Sword). ISBN:978-1-84832-140-3.
- Hinsley، Francis Harry؛ Thomas، Edward Eastaway؛ Ransom، C. F. G.؛ Knight، R. C. (1979). British Intelligence in the Second World War: Its Influence on Strategy and Operations. History of the Second World War. London: HMSO. ج. I. ISBN:0-11-630933-4.
- Kiszely، John (2019). Anatomy of a Campaign: The British Fiasco in Norway, 1940. Cambridge Military Histories. Cambridge: Cambridge University Press. ISBN:978-1-316-64642-7.
- Maier, Klaus A.; Rohde, Horst; Stegemann, Bernd; Umbreit, Hans (2015) [1991]. Falla, P. S. (ed.). Germany and the Second World War: Germany's Initial Conquests in Europe (بالإنجليزية). Translated by McMurry, Dean S.; Osers, Ewald (trans. pbk. Clarendon Press, Oxford ed.). Freiburg im Breisgau: Militärgeschichtliches Forschungsamt [Research Institute for Military History]. Vol. II. ISBN:978-0-19-873834-3.
- O'Hara، Vincent P. (2011). The German Fleet at War, 1939–1945 (ط. Pbk. repr. e-book). Annapolis, MD: Naval Institute Press. ISBN:978-1-61251-397-3.